# Pieter Hasselaer

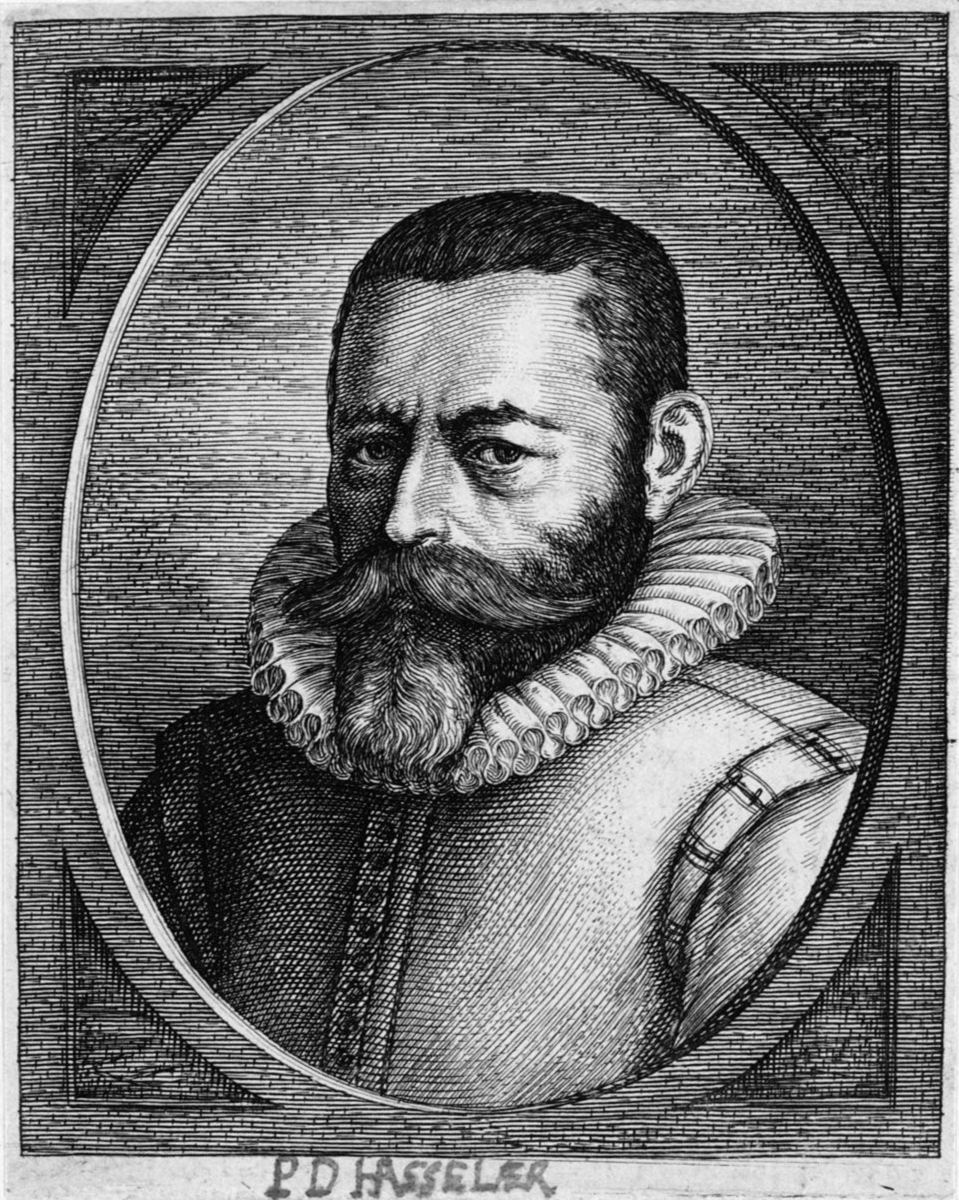
Pieter Dirksz. Hasselaer

Pieter Dircksz. Hasselaer (Haarlem, 1554 - Amsterdam, 27 augustus 1616) was een Amsterdams bierbrouwer en schepen. Hij was bewindhebber van de Compagnie van Verre en betrokken bij de oprichting van de Vereenigde Oostindische Compagnie.

## Biografie
Hasselaer was afkomstig uit Haarlem. Zijn tante Kenau Simonsdochter Hasselaer werd bekend vanwege het gooien met pek vanaf de schansen tijdens het Beleg van Haarlem. Als 18-jarige stond ook Pieter dagelijks op de stadsmuur in zijn functie als vaandrig bij de schutterij. Na de Alteratie kwam hij samen met een broer en een zus naar Amsterdam en werkte in de brouwerij van Andries Boelens. Het water voor de bierbrouwerij werd aangevoerd vanuit de provincie. In 1587 trouwde Pieter Hasselaer met Margriet Benning, hij had toen al drie kinderen bij zijn eerste vrouw Aecht Pieters van Beverweerd, die in 1583 overleed. Samen met Margriet Benning kreeg hij minstens vier kinderen. In 1585 kocht hij van de burgemeesters een voormalige kapel op de Nieuwendijk die hij liet aanpassen als woonhuis.
In 1587 kocht hij zelf een brouwerij bij de Prins Hendrikkade en begon met de productie van scheepsbier.
In 1594 werd hij lid van de vroedschap en bewindhebber van de Compagnie van Verre; het gezelschap bestond uit Hendrick Hudde, die na twee jaar is vervangen door Gerrit Bicker, Reinier Pauw, Hendrick Buyck, Sievert Pietersz. Sem, Arent ten Grootenhuys, Dirck van Os, Jan Jansz. Karel en de Duitse immigrant Jan Poppen. In 1597 nam hij deel aan de Compagnie van Guinee. Hij betaalde de landkaarten, boeken en schrijfwaren voor Willem Barentsz die in overleg met en op advies van Plancius naar het Noorden voer. In 1602 behoorde hij tot de participanten van de VOC, maar legde ook voor anderen in. Het geld stroomde binnen en hij belegde zijn kapitaal in grond in Heerhugowaard en op Texel. In 1608 handelde hij op de Witte Zee en Archangelsk. In 1610 verkocht hij zijn bakkerij voor scheepsbeschuit aan Jan Munter. In 1611 begon hij een brouwerij de Witte Haan op de Geldersekade, hoek Rechtboomssloot. De grond had hij gekocht van de weduwe van Hendrick Hudde.

## Familie

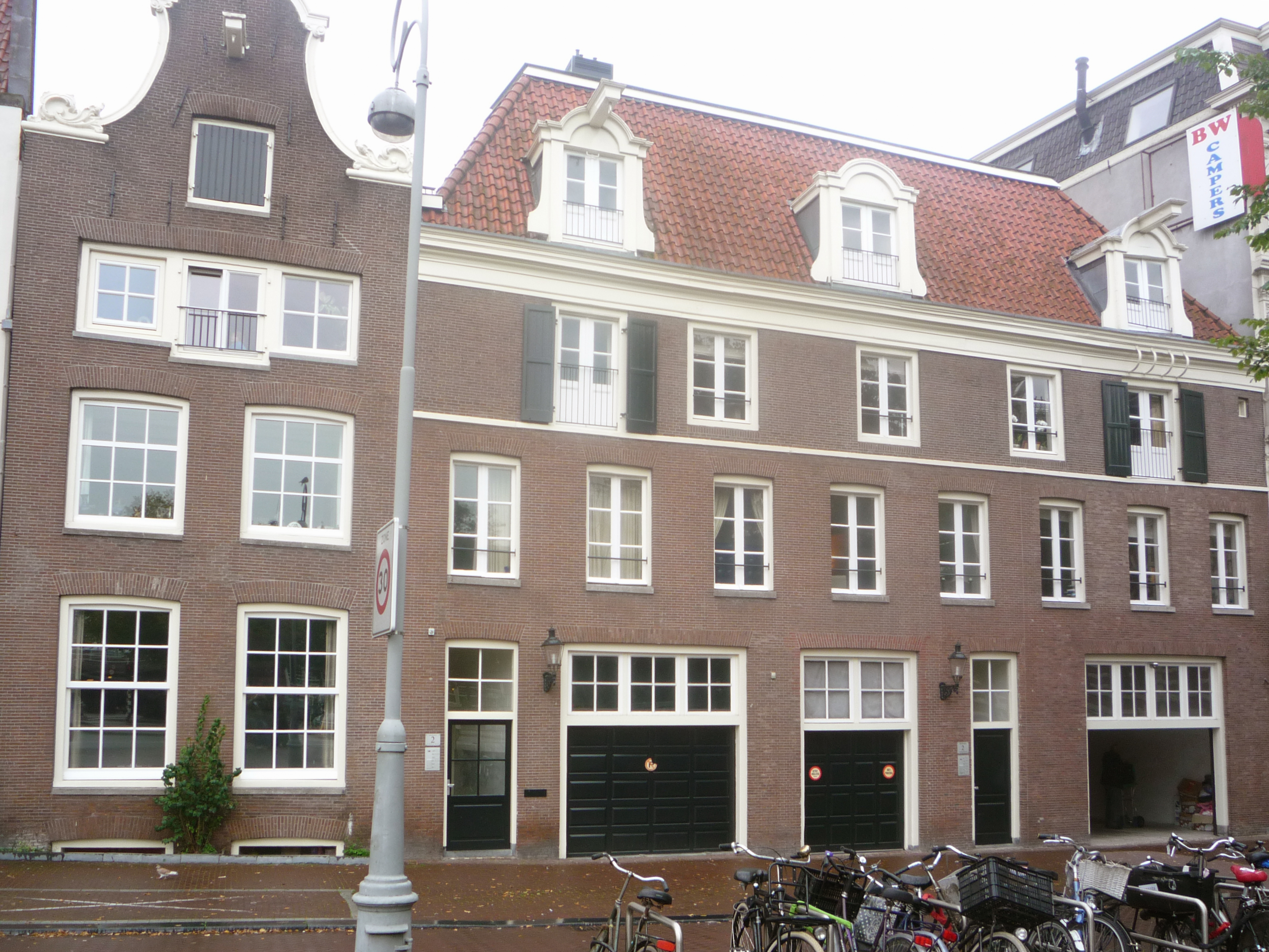
De voormalige brouwerij de Dubbele Arend van Hasselaer. Zijn woonhuis daarnaast is afgebroken

- In april 1580 trouwde zijn zuster Dieuwertje met Jan Willemsz. Suyderhoeff van Haerlem, o.a. burgemeester van Schiedam.[4]
- Zijn schoonzuster Sophie Bennigh trouwde met Claas Cornelisz Ment[h], een lakenkoopman. Een dochter uit dit huwelijk is Eva Ment die in 1625 trouwde met Jan Pietersz Coen.[5]
- Zijn zoon Pieter Hasselaer Pietersz (1582-1651) trouwde in 1608 met Agatha Cornelisdr Hooft, de oudste dochter van Cornelis Pietersz. Hooft. Hij speculeerde samen met zijn broer Dirk in bouwgrond aan de Prinsengracht, de Leliegracht, en de Nieuwe Doelenstraat. Hij was raad vanaf 1626, fabrieksmeester in 1627, achtmaal burgemeester tussen 1635 en 1649 tot hij tot hoofdschout werd benoemd.[6] Hasselaer was prominent aanwezig bij de ontvangst van Maria de' Medici, samen met Albert C. Burgh, Andries Bicker en Abraham Boom.
- Zijn zoon Jan Hasselaer trouwde in 1624 met Jacomijntje Vrient en werd baljuw op Texel.
- Via zijn zus Trijntgen, getrouwd met Arent de Bisschop, was Hasselaer gelieerd aan het gezin van koopman Rem Bisschop en zijn vrouw Lysbeth de Bisschop, van wie het huis tijdens de Bestandstwisten in februari 1617 werd geplunderd.

## Varia
Pieter Dircksz. Hasselaer was de man aan wie Jan Huygen van Linschoten (ca. 1563-1611) in 1599 zijn “Nederduijtsche” vertaling van de Spaanse Diálogo de las cosas acaecidas en Roma (1529) opdroeg, dat handelt over de Plundering van Rome (1527): “Acht-bare, Wijse, Discrete Ende seer voor sienige Pieter Dircksz. Hasselaer, ses en dertich ende Schepen der vermaerde ende wel gelegen Coopstadt Amstelredam Mijn goetgunstige Heere ende vrient”. Het boek verscheen in Enkhuizen bij de drukker / uitgever Jacob Lenaertsz Meyn onder de titel: Een t’samen-sprekinghe, daer besonderlicken in gehandelt worden de dingen die geschiet zijn in Roomen t’iaer van 1527. Van dit boek is maar één exemplaar bewaard gebleven, dat bewaard wordt in de Johannes a Lasco Bibliothek te Emden in Duitsland.